# Francesco Scipione Maria Borghese
Francesco Scipione Maria Borghese (Roma, 20 maggio 1697 – Roma, 21 giugno 1759) è stato un cardinale e arcivescovo cattolico italiano.

## Biografia
Nacque a Roma il 20 maggio 1697, figlio di Marcantonio III Borghese, III principe di Sulmona e di Maria Livia Spinola.
Papa Benedetto XIII lo elevò al rango di cardinale nel concistoro del 6 luglio 1729 e fino alla nomina del cardinale Bartolomeo Ruspoli, effettuata da Clemente XII, è stato il porporato italiano più giovane.
Morì il 21 giugno 1759 all'età di 62 anni.

## Genealogia episcopale
La genealogia episcopale è:
- Cardinale Giulio Antonio Santori
- Cardinale Girolamo Bernerio, O.P.
- Arcivescovo Galeazzo Sanvitale
- Cardinale Ludovico Ludovisi
- Cardinale Luigi Caetani
- Cardinale Ulderico Carpegna
- Cardinale Paluzzo Paluzzi Altieri degli Albertoni
- Papa Benedetto XIII
- Cardinale Francesco Scipione Maria Borghese

## Ascendenza
|                                                    |                                |                                                  | Genitori                                     |  |  | Nonni |  |  | Bisnonni       |  |  | Trisnonni                                      |  |
|                                                    |                                |                                                  |                                              |  |  |       |  |  | Paolo Borghese |  |  | Marcantonio II Borghese, I principe di Sulmona |  |
|                                                    |                                |                                                  |                                              |  |  |       |  |  | Paolo Borghese |  |  | Marcantonio II Borghese, I principe di Sulmona |  |
|                                                    |                                | Maria Camilla Orsini                             |                                              |  |  |       |  |  | Paolo Borghese |  |  |                                                |  |
| Giovanni Battista Borghese, II principe di Sulmona |                                |                                                  |                                              |  |  |       |  |  | Paolo Borghese |  |  |                                                |  |
|                                                    |                                | Olimpia Aldobrandini, III principessa di Meldola | Giorgio Aldobrandini, II principe di Meldola |  |  |       |  |  |                |  |  |                                                |  |
|                                                    |                                | Olimpia Aldobrandini, III principessa di Meldola | Giorgio Aldobrandini, II principe di Meldola |  |  |       |  |  |                |  |  |                                                |  |
|                                                    |                                | Olimpia Aldobrandini, III principessa di Meldola | Ippolita Ludovisi                            |  |  |       |  |  |                |  |  |                                                |  |
| Marcantonio III Borghese, III principe di Sulmona  |                                | Olimpia Aldobrandini, III principessa di Meldola |                                              |  |  |       |  |  |                |  |  |                                                |  |
|                                                    |                                | Ugo Boncompagni, IV duca di Sora                 | Gregorio Boncompagni, II duca di Sora        |  |  |       |  |  |                |  |  |                                                |  |
|                                                    |                                | Ugo Boncompagni, IV duca di Sora                 | Gregorio Boncompagni, II duca di Sora        |  |  |       |  |  |                |  |  |                                                |  |
|                                                    |                                | Ugo Boncompagni, IV duca di Sora                 | Eleonora Zapata                              |  |  |       |  |  |                |  |  |                                                |  |
| Eleonora Boncompagni                               |                                | Ugo Boncompagni, IV duca di Sora                 |                                              |  |  |       |  |  |                |  |  |                                                |  |
|                                                    |                                | Maria Ruffo                                      | Francesco Ruffo, II duca di Bagnara          |  |  |       |  |  |                |  |  |                                                |  |
|                                                    |                                | Maria Ruffo                                      | Francesco Ruffo, II duca di Bagnara          |  |  |       |  |  |                |  |  |                                                |  |
|                                                    |                                | Maria Ruffo                                      | Guiomara Ruffo                               |  |  |       |  |  |                |  |  |                                                |  |
| Francesco Scipione Maria Borghese                  |                                | Maria Ruffo                                      |                                              |  |  |       |  |  |                |  |  |                                                |  |
|                                                    | Andrea Spinola, doge di Genova | Cristoforo Spinola                               |                                              |  |  |       |  |  |                |  |  |                                                |  |
|                                                    | Andrea Spinola, doge di Genova | Cristoforo Spinola                               |                                              |  |  |       |  |  |                |  |  |                                                |  |
|                                                    | Andrea Spinola, doge di Genova | Giulia Pallavicini                               |                                              |  |  |       |  |  |                |  |  |                                                |  |
| Carlo Spinola, principe di Sant'Angelo             | Andrea Spinola, doge di Genova |                                                  |                                              |  |  |       |  |  |                |  |  |                                                |  |
|                                                    |                                | Cecilia Spinola                                  | Girolamo Spinola                             |  |  |       |  |  |                |  |  |                                                |  |
|                                                    |                                | Cecilia Spinola                                  | Girolamo Spinola                             |  |  |       |  |  |                |  |  |                                                |  |
|                                                    |                                | Cecilia Spinola                                  | Maria Pallavicini                            |  |  |       |  |  |                |  |  |                                                |  |
| Livia Spinola                                      |                                | Cecilia Spinola                                  |                                              |  |  |       |  |  |                |  |  |                                                |  |
|                                                    |                                | Filippo Spinola                                  | Massimiliano Spinola                         |  |  |       |  |  |                |  |  |                                                |  |
|                                                    |                                | Filippo Spinola                                  | Massimiliano Spinola                         |  |  |       |  |  |                |  |  |                                                |  |
|                                                    |                                | Filippo Spinola                                  | Violante Spinola                             |  |  |       |  |  |                |  |  |                                                |  |
| Violante Spinola                                   |                                | Filippo Spinola                                  |                                              |  |  |       |  |  |                |  |  |                                                |  |
|                                                    |                                | Livia Centurione                                 | Adamo Centurione                             |  |  |       |  |  |                |  |  |                                                |  |
|                                                    |                                | Livia Centurione                                 | Adamo Centurione                             |  |  |       |  |  |                |  |  |                                                |  |
|                                                    |                                | Livia Centurione                                 | …                                            |  |  |       |  |  |                |  |  |                                                |  |
|                                                    |                                | Livia Centurione                                 |                                              |  |  |       |  |  |                |  |  |                                                |  |